# Вильшня
Вильшня (пол. Wilsznia) — покинуте лемківське село в Польщі, у гміні Дукля Кросненського повіту Підкарпатського воєводства.

## Назва
У 1977-1981 рр. в ході кампанії ліквідації українських назв село називалося Ольшанка (пол. Olszanka).

## Історія
У 1939 році в селі проживало 200 мешканців (усі 200 — українці).
Після Другої світової війни Лемківщина, попри сподівання лемків на входження в УРСР, була віддана Польщі, а корінне українське населення примусово-добровільно вивозилося в СРСР. Згодом, у період між 1945 і 1947 роками, у цьому районі тривала боротьба між підрозділами УПА проти радянських і польських військ. 28 травня 1947  в результаті операції «Вісла» було депортовано на понімецькі землі., село було зруйноване і в ньому ніхто більше не проживав.